# Optioservus seriatus
Optioservus seriatus är en skalbaggsart som först beskrevs av Leconte.  Optioservus seriatus ingår i släktet Optioservus och familjen bäckbaggar. Inga underarter finns listade i Catalogue of Life.